# Niklas Landin Jacobsen
Niklas Landin Jacobsen (* 19. prosince 1988 Søborg) je dánský házenkář, brankář. V současnosti působí v dánskem klubu Aalborg håndbold. S dánskou mužskou házenkářskou reprezentací vyhrál olympijský turnaj v Riu roku 2016, mistrovství světa v roce 2019 a mistrovství Evropy roku 2012. Krom toho má z vrcholných turnajů dvě stříbra ze světového (2011, 2013) a jedno z evropského šampionátu (2014). S německým klubem Rhein-Neckar Löwen vyhrál v roce 2013 Evropskou ligu, druhou nejprestižnější evropskou klubovou soutěž. Znovu v ní triumfoval roku 2019 s THW Kiel. V letech 2019 a 2021 byl Mezinárodní házenkářskou federací vyhlášen nejlepším světovým házenkářem. Vzhledem k tomu, že roku 2020 nebyla cena udělena, ovládl jako první muž dva ročníky v řadě.